# Franz Hyazinth (Savoyen)

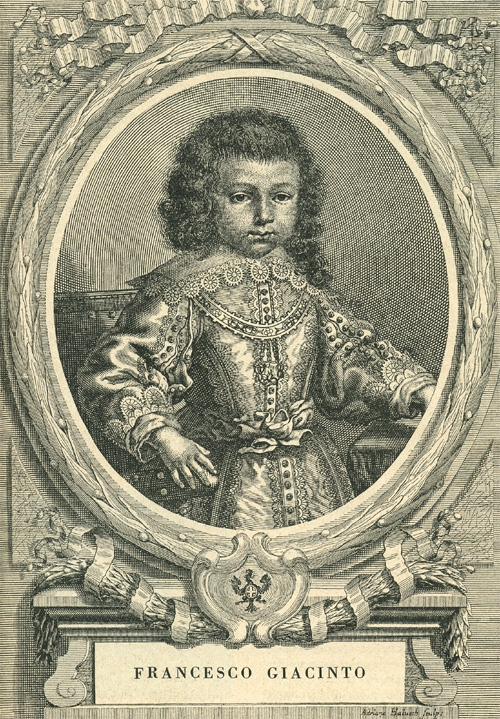
Franz Hyazinth von Savoyen
(Kupferstich um 1701)

Franz Hyazinth (Francesco Giacinto) (* 14. September 1632 in Turin; † 4. Oktober 1638 im Castello del Valentino in Turin) war Herzog von Savoyen, Fürst von Piemont, Markgraf von Saluzzo, Graf von Aosta, Moriana, Asti und Nizza und Titularkönig von Zypern und Jerusalem (1637–1638).
Franz Hyazinth war ein Sohn des Herzogs von Savoyen, Viktor Amadeus I. und dessen Ehefrau Christina von Frankreich. 
Nachdem sein Vater 1637 gestorben war, wurde der minderjährige Franz Hyazinth Herzog. Seine Mutter wollte selbst die Vormundschaft über ihren Sohn und damit die Regentschaft über Savoyen-Piemont ausüben. Ihr Schwager, der Kardinal Moritz von Savoyen und dessen jüngerer Bruder Thomas Franz versuchten dies jedoch zu verhindern. Als Franz Hyazinth im Oktober 1638 starb und Moritz von Savoyen damit auf Platz zwei in der Thronnachfolge nachrückte, kam es zu einem Erbfolgekrieg im Hause Savoyen. Aus dieser sich über vier Jahre hinziehenden kriegerischen Auseinandersetzung ging Franz Hyazinths Mutter Christina von Frankreich als Siegerin hervor.
Infant Franz Hyazinth, der den Spitznamen Fleur de Paradis (Paradiesblume) trug, verstarb ohne wirklich regiert zu haben mit nur sechs Jahren an einem Fieber und wurde in der Sacra di San Michele bei Turin beigesetzt.